# Hydrometra beameri
Hydrometra beameri är en insektsart som beskrevs av Mychajliw 1961. Hydrometra beameri ingår i släktet Hydrometra och familjen vattenmätare. Inga underarter finns listade i Catalogue of Life.